# Laurence J. Burton

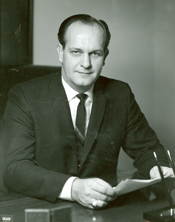
Laurence J. Burton

Laurence Junior Burton (* 30. Oktober 1926 in Ogden, Utah; † 27. November 2002 ebenda) war ein US-amerikanischer Politiker. Zwischen 1963 und 1971 vertrat er den ersten Wahlbezirk des Bundesstaates Utah im US-Repräsentantenhaus.

## Frühe Jahre und Aufstieg
Laurence Burton besuchte bis 1944 die Ogden High School. Danach trat er während der Endphase des Zweiten Weltkriegs in die Fliegerabteilung der US-Marine ein. Dort diente er zwischen Januar 1945 und Juli 1946. Bis 1948 studiert er dann am Ogden College. Während der 1950er Jahre setzte er seine Ausbildung an verschiedenen Universitäten in den Vereinigten Staaten fort. Bis 1951 war er auf der University of Utah und danach studierte er bis 1956 an der Utah State University. Schließlich beendete er seine Studienzeit in Washington, wo er bis 1957 bzw. 1958 sowohl die Georgetown University als auch die George Washington University besuchte.
Noch vor seinem Gang an die Universitäten in Washington war Burton von 1948 bis 1956 Direktor am Weber College, wo er für Öffentlichkeitsarbeit und Sport zuständig war. Gleichzeitig war er auch regionaler Leiter der Vereinigung aller Öffentlichkeitsbeauftragten der amerikanischen Colleges. Von 1951 bis 1961 gab er auch bundesweit ein Sportmagazin für Collegeschüler heraus.

## Politische Laufbahn
Laurence Burton wurde Mitglied der Republikanischen Partei. Während seiner Studienzeit in Washington war er auch Assistent des damaligen Kongressabgeordneten Henry Aldous Dixon, der den ersten Wahlbezirk von Utah im Kongress vertrat. Zwischen 1958 und 1960 war Burton Assistenzprofessor für politische Wissenschaften am Weber College und von 1960 bis 1962 gehörte er zum Stab von Gouverneur George Dewey Clyde. Bei den Kongresswahlen des Jahres 1962 konnte er den Amtsinhaber M. Blaine Peterson schlagen und am 3. Januar 1963 dessen Sitz im US-Repräsentantenhaus übernehmen. Nachdem er in den folgenden Jahren jeweils in seinem Amt bestätigt wurde, konnte Laurence Burton bis zum 3. Januar 1971 im Kongress verbleiben. Im Jahr 1968 war er Delegierter zur Republican National Convention, auf der Richard Nixon zum zweiten Mal nach 1960 als Präsidentschaftskandidat der Partei nominiert wurde.
Bei den Kongresswahlen des Jahres 1970 kandidierte Burton nicht mehr für das US-Repräsentantenhaus. Stattdessen bewarb er sich erfolglos um einen Sitz im US-Senat. Danach ist er politisch nicht mehr in Erscheinung getreten.